# Département de Fatick
Le département de Fatick est l'un des trois départements de la région de Fatick (Sénégal).

## Géographie

### Population
Lors du recensement de décembre 2002, la population était de 255 674 habitants. En 2005, elle était estimée à 267 756 personnes, et en 2023 à 409 283 personnes.  

### Administration
Son chef-lieu est la ville de Fatick.
Les quatre arrondissements sont :
- arrondissement de Diakhao (jusqu'en 2011)[2] ;
- arrondissement de Ndiob (depuis 2011) ;
- arrondissement de Fimela ;
- arrondissement de Niakhar ;
- arrondissement de Tattaguine.

Deux localités ont le statut de commune : Diofior et Fatick.